# Poulet Reine Élizabeth
Pour les articles homonymes, voir Poulet (homonymie) et Élisabeth II.
Le poulet Reine Élizabeth ou poulet du couronnement (Queen Elizabeth II's Coronation Chicken, en anglais) est une recette de cuisine sucré-salé-épicé traditionnelle, historique et emblématique des cuisine anglaise et cuisine britannique, à base de poulet, vin blanc, crème fraîche, mayonnaise, et curry. Ce plat national est créé pour un des banquets du couronnement d'Élisabeth II du 2 juin 1953,,,.

## Histoire
Ce plat exotique sucré-salé-épicé est créé par Rosemary Hume (en) et Constance Spry (chefs-cuisinières cofondatrices-directrices de la Cordon Bleu Cookery School de Londres), pour un des banquets de Westminster School du couronnement de la reine Élisabeth II en 1953,,. Il est inspiré du poulet du jubilé préparé pour le Jubilé d'argent du roi George V en 1935, également à base de poulet et de mayonnaise au curry, inspiré du curry (plat) et poulet tikka masala de la cuisine indienne de l'Inde britannique de l'Empire britannique. Cette recette est alors diffusée pour être au menu de tous les restaurants de Londres et du Royaume-Uni, de tous les foyers britanniques, et également diffusée sous forme de sandwich de cuisine de rue. Ce plat national a été repris et préparé ensuite sous diverses variantes sous le nom de « poulet du jubilé » à chaque jubilé du long règne de la reine (jubilé d'or d'Élisabeth II 2002, Jubilé de diamant d'Élisabeth II 2012, Jubilé de platine d'Élisabeth II 2022),,.

## Préparation
Le poulet est poché dans un court-bouillon avec bouquet garni et vin blanc, avant d'être enrobé avec un mélange de crème fraîche, mayonnaise, jus de citron, concentré de tomates, purée d'abricot, amande effilée, et raisin sec. Il est servi avec du riz. Il peut être consommé également en salade de poulet, ou en sandwich,,,.

## Quelques variantes
- Bœuf Wellington.
- Bouchée à la reine.
- Queen's Dubonnet.
- Charlotte (dessert).
- Gâteau Reine Élisabeth.
- Liste de mets à base de volailles.
- Sponge cake (de la reine Victoria).
- Pudding Platine (en) (Jubilé de platine d'Élisabeth II 2022).
- Quiche du couronnement (en) (couronnement de Charles III et de Camilla Parker Bowles, 2023).